# Pelinopsis
Pelinopsis és un gènere monotípic d'arnes de la família Crambidae descrit per Paul Dognin el 1905. La seva única espècie, Pelinopsis pachyzanclodes, descrita al mateix article, es troba a la província de Loja, Equador.